# キーウの幽霊
キーウの幽霊（キーウのゆうれい、宇: Привид Києва，英: Ghost of Kyiv）またはキエフの幽霊（キエフのゆうれい、露: Призрак Киева，英: Ghost of Kiev）は、2022年2月24日のロシア軍によるキーウ攻勢において、ロシア軍機6機を撃墜したとされるウクライナ空軍のMiG-29戦闘機のパイロットに付けられた名称である。戦時の国民の戦意高揚を煽るためのプロパガンダであり、後にウクライナ空軍もこうしたパイロット個人は実在しないことを認め、キーウを防衛するウクライナ空軍第40戦術航空旅団の集合的なイメージだとしている。

## 概要

### 都市伝説の誕生
ロシア軍のウクライナ侵攻後、1人のウクライナ空軍パイロットが複数のロシア軍機を撃墜したとする話がソーシャルメディア上に投稿された。侵攻初日の30時間で、ロシア軍のSu-35戦闘機2機、Su-25攻撃機2機、Su-27戦闘機とMiG-29戦闘機各1機を撃墜したとされている。
ウクライナ国防省は、キーウの幽霊はロシア軍侵攻後にウクライナ軍へ復帰した数十人の予備役パイロットの1人である可能性が高いと主張した。また、ウクライナ前大統領ペトロ・ポロシェンコはTwitterにパイロットの写真を投稿し、その人物がキーウの幽霊であると主張した。ウクライナ国防省はキーウの幽霊のものとされる動画をSNSに投稿し、欧州連合のウクライナ大使など複数の関係者も一連のSNS上の投稿に肯定的に反応、動画は500万回以上再生された。

### フェイクとの指摘
だが、複数のメディアはキーウの幽霊のものとされる動画はゲーム画面を利用したフェイクだと指摘した。都市伝説検証サイトのSnopesやロイター通信は、動画がYoutubeに投稿されたゲーム動画と同一のものであると指摘し、動画投稿者もそれが偽物だと認めた。ポロシェンコが投稿した写真も、2019年にウクライナ国防省がTwitterへ投稿した物と同一であると指摘された。

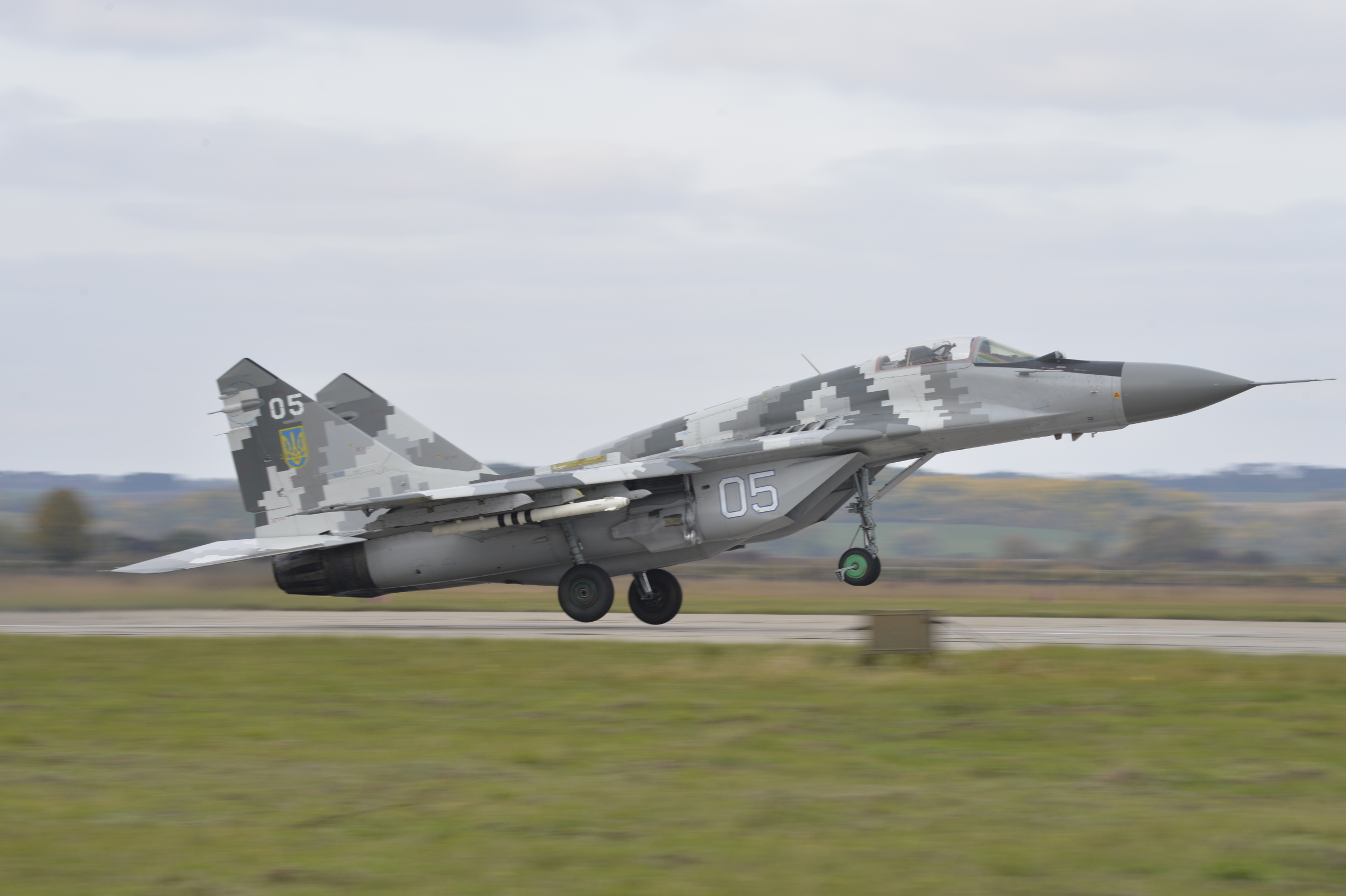
2018年に撮影されたMiG-29

キーウの幽霊が極めて短期間で西側諸国のソーシャルメディア上で広く受け入れられたのは、ビデオゲームのエースパイロットのような英雄伝説の要素を備えた「キーウの幽霊」の存在を西側諸国が望み、ウクライナの抵抗と防空戦闘の象徴となったためという見方がある。また、ウクライナ空軍の主力機種であるMiG-29戦闘機の塗装が同じであるため、機体だけ見て誰であるかは識別できないことも一因とされる。

### 都市伝説の否定
2022年4月29日、イギリスの『タイムズ』紙が一部「情報筋」に基づく情報として、40機以上のロシア軍機を撃墜したキーウの幽霊とされるウクライナ空軍のステファン・タラバルカ少佐が作戦終了後、未帰還となり戦死したと報じた。そのため、キーウの幽霊が実在の人物であったというニュースが駆け巡った。しかし翌日の4月30日、ウクライナ空軍はタラバルカが戦死したのは事実だが、撃墜数は誤報だと指摘した。また、キーウの幽霊が架空の存在であることを認め、ロシア軍からキーウを守った「戦術航空旅団の優秀なパイロット達の集合的な精神の現れ」なのだと述べた。
2023年8月25日、ジトーミル州上空で航空機の衝突事故が発生し、アンドリー・ピルシチコウ大尉が死亡。事故の報道を通じて、彼が"Juice"というTACネームを持ち、ウクライナ中部や北部を防衛した「キーウの幽霊と呼ばれる部隊」の一員であったことが紹介された。

## 題材にした作品・製品
- キーウの幽霊（松田重工、2022年）

日本の漫画家による同人漫画作品。ハルキウ州のラノック出版社によってウクライナ語と英語に翻訳され、ウクライナ、ポーランド、ドイツで出版された。
- MiG-29 ウクライナ空軍 “キーウの幽霊”（ICM、2022年）

ウクライナの模型メーカーによる、「キーウの幽霊の乗機」を再現した1/72スケールのプラモデル。売上の50パーセントはウクライナ軍に寄付される。日本国内での販売はハセガワが行った。